# Вагенер, Фридрих Вильгельм Герман
Фридрих Вильгельм Герман Вагенер (нем. Friedrich Wilhelm Hermann Wagener; 1815—1889) — немецкий публицист и политик; один из лидеров Консервативной партии Пруссии, главный редактор газеты «Neue Preußische Zeitung» (Kreuzzeitung); по образованию — юрист.

## Биография
Фридрих Вильгельм Герман Вагенер родился 8 марта 1815 года в местечке Вустерхаузен на территории нынешней в земли Бранденбург в семье сельского священника. Изучал право и камеральные науки в Берлинском университете и, по окончании юридического факультета, поступил на государственную службу. 
В 1848 году Герман Вагенер, заявивший себя решительным противником либеральных стремлений министерства Максимилиана фон Шверина, вынужден был оставить службу. Тогда представители консервативной партии поручили ему редактирование их печатного органа: «Neue Preussische Zeitung» (позднее известная юнкерская газета — «Kreuzzeitung»), во главе которого Вагенер и оставался до 1854 года. Согласно «Еврейской энциклопедии Брокгауза и Ефрона», в должности главреда Вагенер «повёл резкую кампанию против эмансипации евреев, в особенности, когда октроированная конституция 1850 года стала гарантировать евреям одинаковые с христианами права»; под влиянием его агитации прусские министры стали особыми циркулярами ограничивать евреев в правах. Антисемитизм Вагенера носил чисто религиозный характер: евреям он ставил в вину, главным образом, то, что они иудеи, а не христиане. 
Избранный затем в палату депутатов, Вагенер пользовался известным влиянием в парламентских кругах и расположением самого Отто фон Бисмарка. 
В 1866 году Герман Вагенер был назначен тайным советником и докладчиком в министерстве; он сотрудничал с Бисмарком даже в то время, когда прусские юнкеры и придворная знать перешли в оппозицию имперскому правительству.
В 1873 году, после разоблачения Ласкером бюрократических злоупотреблений при выдаче железнодорожных концессий, Вагенер, затронутый в этих разоблачениях (его обвиняли в том, что он получил крупную взятку от железнодорожной компании «Pommersche Zentralbahn»), должен был вновь оставить государственную службу и, по приговору суда, вернуть «неправомерно нажитые» 40 тысяч талеров. 
Из публицистических сочинений Вагенера наиболее известен изданный им в тенденциозно-консервативном духе «Staats- und Gesellschafts-Lexikon» (23 т., Берлин, 1858—67; дополнительный том, 1868).
Фридрих Вильгельм Герман Вагенер умер 22 апреля 1889 года в Фриденау (Берлин).